# Max Irons
Maximilian Paul Diarmuid „Max“ Irons (* 17. října 1985 Camden, Londýn, Spojené království) je britský filmový herec a model. Jeho nejznámější role jsou ve filmech Červená Karkulka a Hostitel.

## Osobní život
Narodil se v londýnském obvodu Camden jako syn irské herečky Sinéad Cusack a britského herce Jeremyho Ironse. Jeho prarodiči jsou irští herci Cyril Cusack a Maureen Kiely, jeho bratr je fotograf Samuel Irons a nevlastní bratr je politik Richard Boyd Barrett. Navštěvoval školu Dragon School v Oxfordu a v roce 2008 absolvoval na Guildhallské škole hudby a umění. Během školních let trpěl dyslexií a jeho otec ho od herecké kariéry velmi odrazoval. Před začátkem své herecké kariéry se živil jako číšník.
V roce 2011 začal chodit s herečkou Emily Browning, ale v následujícím roce se rozešli.
Od roku 2013 chodil s kreativní ředitelkou Tatleru Sophií Perou. Vzali se v Oxfordshiru 30. listopadu 2019. Začátkem roku 2023 se jim narodila dcera.

## Kariéra
V roce 2011 hrál roli Henryho ve filmu režisérky Catherine Hardwicke, Červená Karkulka, kde se objevil po boku Amandy Seyfriedové a Garyho Oldmana.
Byl vybrán do role Jareda Howa ve filmu Hostitel, který je založený na stejnojmenné knize od Stephenie Meyer. Vedle něj se v hlavních rolích objevili Saoirse Ronan, Diane Krugerová a Jake Abel. Film byl dán do kin ve Spojených státech na konci března 2013.
Natočil historický seriál The White Queen, kde ztvárnil Eduarda IV. Seriál je založen na úspěšné knižní sérii The Cousins' War a měl premiéru na BBC One a Starz ke konci roku 2013.
Zahrál si roli Vivaldiho ve stejnojmenném filmu z roku 2013.
Byl modelem například pro značky Burberry nebo Mango.
Další jeho známé filmy jsou například Klub výtržníků z roku 2014 nebo seriál Kondor, vysílaný na stanici AT&T v letech 2018-2020.

## Filmografie

### Film
| Rok  | Název            | Role                     | Poznámky    |
| ---- | ---------------- | ------------------------ | ----------- |
| 2004 | Božská Julie     | inspicient               |             |
| 2009 | Unrequited Love  | Tom                      | krátký film |
| 2009 | Dorian Gray      | Lucius                   |             |
| 2011 | Červená Karkulka | Henry                    |             |
| 2013 | Hostitel         | Jared Howe               |             |
| 2014 | Klub výtržníků   | Miles Richards           |             |
| 2015 | Dáma ve zlatém   | Fredrick „Fritz“ Altmann |             |
| 2017 | Trpká úroda      | Yuri                     |             |
| 2017 | Žena             | David Castleman          |             |
| 2017 | Hadí doupě       | Charles Hayward          |             |
| 2018 | Terminal         | Alfred                   |             |

### Televize
| Rok  | Název                   | Role          |
| ---- | ----------------------- | ------------- |
| 2011 | Uprchlík                | Tommy         |
| 2013 | Bílá královna           | Eduard IV.    |
| 2016 | Tutankhamun             | Howard Carter |
| 2018 | Condor                  | Joe Turner    |
| 2018 | The Little Drummer Girl | Al            |